# Pink Freud
Pink Freud ist eine polnische Jazz-Band aus Danzig, die sich verschiedener Musikstile bedient und in ihren Improvisationen fusioniert. Pink Freud lassen sich dabei u. a. von Jazz, Rock, Punk, Jungle, Drum and Bass und experimenteller Elektronik inspirieren.
Der Bandname ist ein Wortspiel aus Pink Floyd und Sigmund Freud.

## Diskografie

### Alben
- 2001: Zawijasy (Cpt. Sparky Records)
- 2003: Sorry Music Polska (Zen Possé)
- 2007: Punk Freud (Universal Music Polska)
- 2010: Monster of Jazz (Universal Music Polska)
- 2012: Horse & Power (Universal Music Polska)
- 2016: Pink Freud Plays Autechre (Mystic Production)
- 2020: piano forte brutto netto (Mystic Production)

### Livealben
- 2002: Live in Jazzgot (Cpt. Sparky Records)
- 2005: Jazz Fajny Jest (Post_Post)
- 2008: Alchemia (Universal Music Polska)
- 2017: Punkfreud Army (Wydawnictwo Agora)